# Shimabara (Kyoto)
 (janvier 2021).
Si vous disposez d'ouvrages ou d'articles de référence ou si vous connaissez des sites web de qualité traitant du thème abordé ici, merci de compléter l'article en donnant les références utiles à sa vérifiabilité et en les liant à la section « Notes et références ».

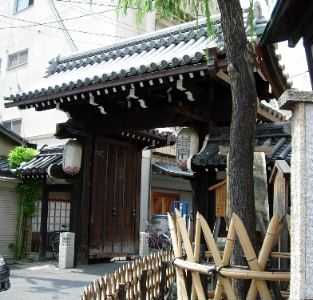
.

Shimabara ( 嶋原  , souvent simplifié en 島 原, parfois dénommé 嶌 原) était le quartier des courtisanes désigné (yukaku) à Kyoto, à partir de 1640, plus tard un quartier de geisha ( hanamachi ). Au 21e siècle, il n'existe ni en tant que quartier des courtisanes (la prostitution a été interdite au Japon en 1958) ni en tant que quartier des geishas (depuis les années 1970), et est donc souvent exclu de la liste des hanamachi de Kyoto. Il est cependant encore touristique. Il possède une seule ochaya en activité.  

## Histoire

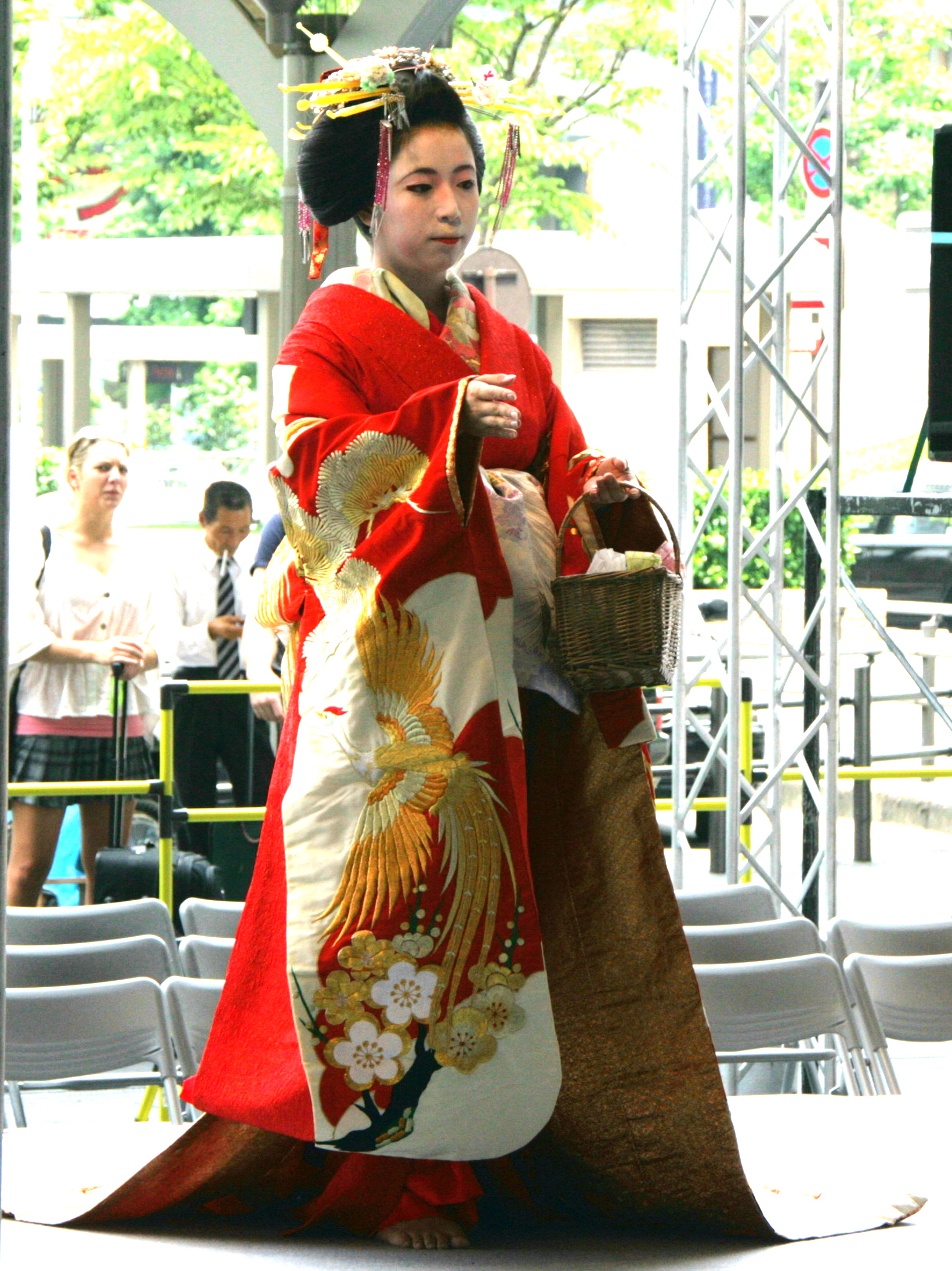
Une tayū (oiran) actuelle de Wachigaiya à Shimabara.

Avant la création de Shimabara, il existait déjà des quartiers de courtisanes : le premier 二条 柳 町 (deuxième ville de saule de la rue) en 二条 万里 小路 (Nijo Marikoji) en 1589 avec la permission de Toyotomi Hideyoshi,  déplacé à 六条 三 筋 町 en 六条(Sixième rue) au début de la période Edo, puis déplacée à Shimabara en 1640/41. 
Shimabara est créé en 1640 pour une maison de prostitution appartenant à Hara Saburoemon. En 1958, l'interdiction de la prostitution mène à la fermeture de ce quartier. Il subsiste cependant en tant que hanamachi jusque dans les années 1970. Le nom de ce quartier a plusieurs origines possibles; il peut se référer à la grande porte (Ōmon) qui ressemblait à la porte du château de Shimabara à Hizen, ou à la rébellion de Shimabara alors récente (1637-1638, provoquée par la construction du château), en raison de la fondation chaotique de Shimabara. À l'époque de Tokugawa, il était également appelé "le quartier des licenciées" ( go-men no ocho ) ou simplement "le quartier" pour distinguer les résidentes de la classe supérieure des femmes sans licence qui exerçaient dans les villes. 
Shimbara était l'un des trois quartiers connus sous le nom de 遊廓、遊郭 (yūkaku, quartier de plaisir)  créé dans les grandes villes du Japon par le shogunat Tokugawa pour restreindre la prostitution aux quartiers désignés :  Shimabara à Kyoto (est. 1640  ), Shinmachi à Ōsaka (est. 1624–1644  ) et Yoshiwara à Edo (est. 1617  ). Ces restrictions et contrôles ont été conçus pour encadrer la prostitution masculine et féminine répandue de la période Edo (1603–1868). Ils ne découlent pas d'une opposition morale à la prostitution mais d'une volonté de cloisonner certains types d'activités au sein des villes. Les théâtres kabuki et jōruri et d'autres établissements de divertissement connexes étaient également contrôlés. Lorsque le métier de geisha se développa au milieu des années 1700, certaines exerçèrent à Shimabara, qui devint ainsi un hanamachi (quartier de geisha). 
La restauration de Meiji et le déplacement de la cour impériale à Tokyo qui résulta causèrent des difficultés économiques à de nombreuses entreprises traditionnelles de Kyoto qui s'adressaient à l'aristocratie. Alors que les cinq autres hanamachi se sont adaptés et existent au 21e siècle, Shimabara déclina lentement au cours des cent années suivantes, cessant d'être un quartier de geisha dans les années 1970,   bien que les activités traditionnelles se poursuivent à un faible niveau au 21e siècle. Ce déclin est largement attribué à l'isolement de ce quartier — il fut initialement établi à la périphérie de la ville et reste isolé et peu pratique, par rapport aux autres quartiers, qui sont plus situés plus près du centre. 
Comme les autres quartiers de geisha de Kyoto, à la fin du 19e siècle, Shimabara avait une salle de danse et un spectacle de danse annuels, connu sous le nom d' 青柳踊 (Aoyagi odori, danse du saule vert, danse du saule en feuilles) , mis en scène de 1873 à 1880. En 1881, à la suite du déclin du quartier, le spectacle cessa. En 1927, la salle de danse changea de lieu, mais après la Seconde Guerre mondiale, dut utilisée comme bureaux et fut démolie en 1996.  

## Statut
Bien qu'il soit resté actif en tant que hanamachi jusqu'aux années 1970, il n'occupe plus cette fonction au XXIe siècle. Aucune geisha n'y réside (pas d'okiya active). Le kaburenjo (salle de danse) était autrefois une maison de repos . Au XXIe siècle, c'est surtout une attraction touristique et un site historique; il reste deux maisons de thé, conservées comme biens culturels : le Sumiya (角屋), établie en 1641, et la Wachigaiya (輪違屋), établie en 1688. 
Il existe également diverses entreprises et résidences normales dans le quartier.

## Attractions touristiques
La porte principale (大門) à l'est et les deux maisons de thé (Wachigaiya et Sumiya) forment les trois principales attractions; bien qu'il reste quelques sites supplémentaires - un sanctuaire, un ginkgo historique (et le sanctuaire associé) et des marqueurs en pierre (sept en tout), indiquant principalement des ruines (par exemple, les vestiges de l'ancienne porte ouest, où se trouvait autrefois la salle de danse, etc. . ). Une carte est disponible devant Sumiya. 

### Sumiya
Sumiya est le centre du tourisme dans la région et fonctionne comme un musée, montrant la culture laïque de la période Edo. Sumiya est l'un des très rares bâtiments ayant survécu à la période Edo sans être ni temple, ni sanctuaire, ni palais. C'est la seule ancienne ageya (maison d'oiran) restante et la plus grande machiya de Kyoto. Contrairement à la plupart des machiya, qui sont généralement étroits, Sumiya a une grande façade sur la rue. En effet, il se compose de trois bâtiments, achetés au fil des ans. Celui du milieu est le plus ancien, datant de la fondation en 1641. La partie nord est acquise en deuxième (1673-1680, environ 30 ans après la fondation), et la partie sud est acquise en dernier (1787, plus de cent ans plus tard). La grande salle en pin brûla dans un petit incendie en 1925, mais le reste du bâtiment est d'origine. De nombreuses parties de l'enceinte ont été désignées comme biens culturels importants à partir de 1952. 
Il est ouvert environ la moitié de l'année, pendant la saison touristique, de la mi-mars à la mi-juillet et de nouveau de la mi-septembre à la mi-décembre.
Le premier étage du musée comprend un grand jardin arrière, un petit jardin intérieur, trois salons de thé, une grande salle de banquet face au jardin arrière (la salle de pin matsu-no-ma) pouvant accueillir jusqu'à cent personnes, une salle de banquet plus petite (la salle en osier ajiro-no-ma) face au jardin intérieur, et une vaste cuisine, avec des expositions. Le jardin arrière contient un lit de gravier en rack (rocaille) et un pin à treillis (pergola). Il s'y trouve aussi de nombreux détails, comme un porte-épée et un coffre à épée où les katanas furent contrôlés pour éviter la violence, et des peintures, dont Plum Blossoms de Buson. En plus d'abriter de nombreuses peintures, c'était un salon pour les poètes de haïku réputés, et de nombreux poèmes sont conservés dans les archives. 
Le deuxième étage comprend trois pièces. Sur les cloisons, des peintures sont tachées par des bougies, en contact avec elles pendant plusieurs siècles. À l'extrémité sud, une scène surélevée en retrait sert aux  musiciens, qui entrent par  une porte latérale. L'étage compte des chambres : deux petites chambres du milieu, et la chambre la mieux classée est à l'arrière, loin de la rue et donnant sur le jardin. Dans le passé, elle offrait une vue sur les montagnes occidentales et Arashiyama, bien qu'elle soit maintenant bloquée par la ligne JR et, par conséquent, couverte d'arbres. Cette chambre de haut rang est décorée avec des incrustations de nacre, dans un style d'inspiration chinoise qui était populaire vers 1800, et est la seule pièce survivante de ce style. Exceptionnellement, l'œuvre est signée, reflétant l'habileté et le prestige de l'artiste. 
Sumiya était un favori des Shinsengumi (Samouraïs de la fin de la période Edo ). Ils y faisaient souvent la fête, finissant par faire monter des factures si élevées qu'il leur était interdit (par la direction) d'en faire plus. Des incidents violents produisirent - un leader faillit être assassiné dans le bâtiment (il le fut plus tard, sur le chemin du retour), tandis que sur un autre, un membre de la force a tailladé les piliers sous l'effet de la colère et a fait pression pour obtenir un paiement en retard, laissant trois entailles, qui subsistent encore au 21e siècle. À l'inverse, il a été utilisé par des réformateurs tels que Saigō Takamori pour des soirées de collecte de fonds. 
Alors que Sumiya était à l'origine une ageya (maison de plaisance), où les invités étaient divertis par des tayū (oiran), qui fournissait des divertissements artistiques ainsi que du sexe, à la fin de la période Edo, c'était exclusivement un restaurant et un espace de divertissement non sexuel. La salle des pins comme espace de divertissement fut exploitée jusqu'en 1985, date à laquelle elle ferma ses portes après 345 ans d'activité. En 1989, la société de préservation Sumiya est fondée et en 1998, le musée ouvre ses portes.

### Wachigaiya
Wachigaiya continue de fonctionner en tant qu'ochaya - les geishas des autres quartiers et les tayu divertissent - et en tant que telle, elle n'est pas ouverte au public non habitué. 

## Emplacement
Shimabara est situé dans ce qui est maintenant le quartier de Shimogyō-ku, sur un court tronçon de la rue Hanayachō (花 屋 町 通), qui s'étend d'est en ouest. En partant de la rue Omiya (大 宮 通) (juste à l'ouest du côté nord du temple de Nishi Honganji ) et en allant vers l'ouest, on trouve d'abord une étendue de magasins 嶋原商店街 (Shimabara Shōtengai, Shimabara shopping street) , puis 壬生川通 (Mibugawa-dōri, Mibugawa street)  Hanayachō va légèrement vers le sud, puis on atteint le 大門 (Ōmon, main gate) , où Shimabara proprement dit commence. En poursuivant vers l'ouest, Hanayachō se termine et la rue tourne au nord puis à l'ouest, où l'on sort après un marqueur indiquant les ruines de l'ancienne porte ouest, puis fait face à la ligne JR West Sagano (section de la ligne principale Sanin ). La gare la plus proche est la gare de Tambaguchi sur la ligne Sagano. 
Le quartier est situé sur l'axe est-ouest de Hanayachō (entre les deux portes), traversé par trois rues nord-ouest et prolongé d'un bloc au nord et au sud (jusqu'aux prochaines rues transversales est-ouest). Ces quatre rues ont été repavées avec des pierres des champs traditionnelles au début des années 2010, évoquant l'atmosphère d'antan. La limite sud actuelle est légèrement plus au sud que la zone de pavage - il y a deux rues parallèles est-ouest proches à l'extrémité sud, et le pavage ne s'étend que vers le nord, tandis que la frontière traditionnelle était au sud. 